# Tom Ewell
Tom Ewell est un acteur américain né le 29 avril 1909 à Owensboro, Kentucky (États-Unis) et mort le 12 septembre 1994 à Woodland Hills (États-Unis).
Son rôle le plus marquant reste celui de Richard Sherman dans Sept Ans de réflexion de Billy Wilder pour lequel il reçut le Golden Globe du meilleur acteur dans un film musical ou une comédie en 1956.

## Théâtre

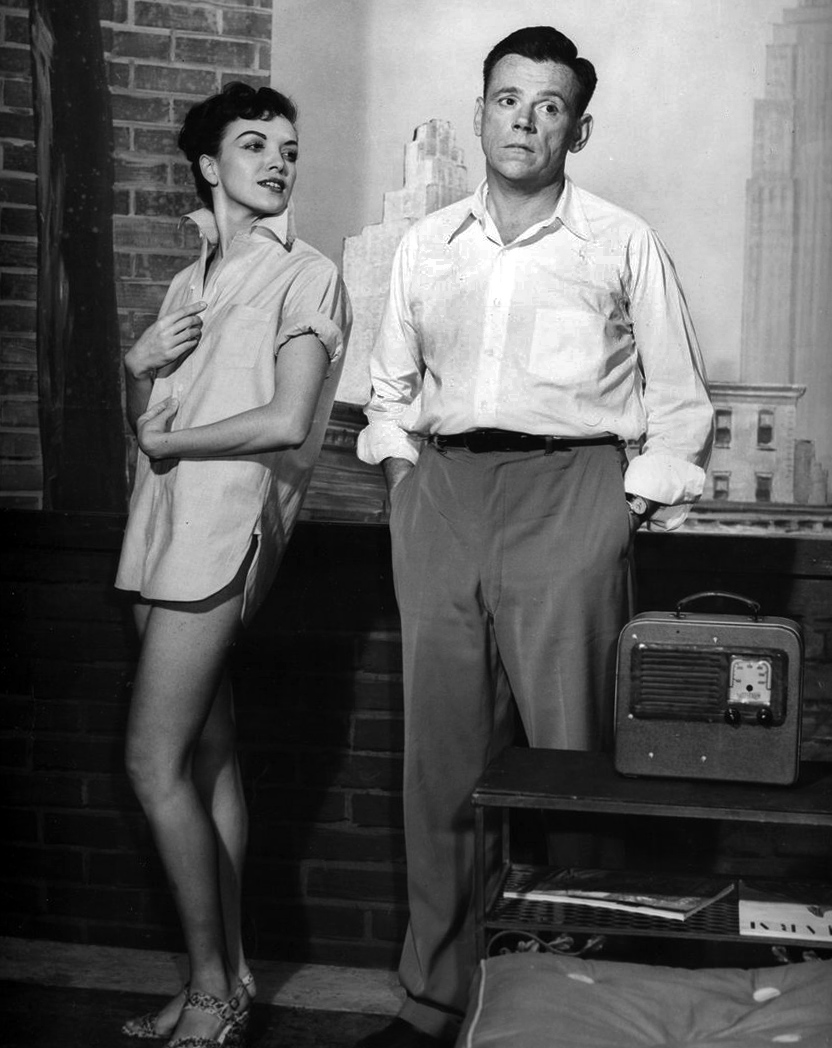
Tom Ewell et Paulette Girard dans la pièce de Broadway The Seven Year Itch.

## Filmographie
- 1940 : Drôle de mariage (They Knew What They Wanted) : New hired hand
- 1941 : Back in the Saddle (en) : Fight Spectator
- 1941 : Desert Bandit de George Sherman : Texas Ranger Ordway
- 1949 : Southward Ho Ho! : Tom
- 1949 : The Football Fan : Tom
- 1949 : Madame porte la culotte (Adam's Rib) : Warren Francis Attinger
- 1950 : Ma vie à moi (A Life of Her Own) : Tom Caraway
- 1950 : Guérillas (American Guerrilla in the Philippines) : Jim Mitchell
- 1950 : Monsieur Musique : 'Cupcake' Haggerty
- 1951 : Up Front : Willie
- 1952 : Finders Keepers (en) : Tiger Kipps
- 1952 : Deux Nigauds en Alaska (Lost in Alaska) : Nugget Joe McDermott
- 1952 : Back at the Front : Willie
- 1955 : Sept Ans de réflexion (The Seven Year Itch) : Richard Sherman
- 1955 : Le cas de Mr Pelham (série TV Alfred Hitchcock présente) : Mr Pelham
- 1956 : The Lieutenant Wore Skirts : Gregory Whitcomb
- 1956 : The Great American Pastime (en) : Bruce Hallerton
- 1956 : La Blonde et moi (The Girl Can't Help It) : Tom Miller
- 1958 : A Nice Little Bank That Should Be Robbed : Max Rutgers
- 1960 : The Tom Ewell Show (en) (série TV) : Tom Potter (1960-61)
- 1962 : Tendre est la nuit (Tender Is the Night) : Abe North
- 1962 : La Foire aux illusions (State Fair) : Abel Frake
- 1970 : Trois Réservistes en java (Suppose They Gave a War and Nobody Came?) : Joe Davis
- 1970 : The Virginian (TV series) (TV) saison 9 episode 04  (With love, bullets and valentines) : Hoy Valentine
- 1972 : To Find a Man : Dr Hargrave
- 1972 : Ils ne tuent que leurs maîtres (They Only Kill Their Masters) de James Goldstone : Walter, Eden Landing Cop
- 1951 : C'est déjà demain ("Search for Tomorrow") (série TV) : Sheriff Bill Lang (1972)
- 1974 : Gatsby le magnifique (The Great Gatsby) : Mourner
- 1975 : Baretta (TV) : Billy Truman
- 1975 : Promise Him Anything (TV) : Judge Jason Melbourne
- 1979 : Return of the Mod Squad (TV) : Cook
- 1982 : Le Trésor d'Al Capone (Terror at Alcatraz) (TV) : Johnson
- 1983 : Easy Money : Scrappleton
- 1986 : Arabesque (TV) : erreur judiciaire (Trial of error) : un juré